# San Joaquín (Carabobo)
San Joaquín é um município da Venezuela localizado no estado de Carabobo.
A capital do município é a cidade de San Joaquín.